# Байтурсунов, Садыкул
Садыкул Байтурсунов (1898 год — 5 марта 1975) — председатель колхоза «Каирма» Ворошиловского района Фрунзенской области, Киргизская ССР. В 1948 году получил звание Героя Социалистического Труда, которого был лишён в 1950 году.

## Биография
В 1947 году колхоз «Каирма» Ворошиловского района по предоставленным документам в ЦК Компартии Киргизии сдал государству высокий урожай сельскохозяйственных продуктов, по результату которого председатель колхоза и некоторые труженики имели право на награждение званием Героя Социалистического Труда.
Указом Президиума Верховного Совета СССР от 26 марта 1948 года председатель колхоза Садыкул Байтурсунов удостоен звания Героя Социалистического Труда «за получение высоких урожаев пшеницы, хлопка, сахарной свёклы в 1947 году» с вручением ордена Ленина и золотой медали «Серп и Молот».
Этим же указом звания Героя Социалистического Труда были удостоены бригадир Сатар Сабиров, звеньевые Куляй Абдубочанова, Сукеш Мамбетова, Шаир Естебесова и Джумагуль Саринова.
Во время последующей государственной проверки было установлено, что председатель колхоза Садыкул Байтурсунов умышленно предоставлял недостоверные и завышенные показатели урожайности и уборки сельскохозяйственных культур, за что он и бригадир Сатар Сабиров были привлечены к уголовной ответственности и осуждены.
Постановлением Президиума Верховного Совета СССР от 16 марта 1950 года лишён звания Героя Социалистического Труда и всех наград (был награждён орденами Ленина (26.03.1948), Трудового Красного Знамени (28.02.1946), Красной Звезды (1946)).
Дальнейшая судьба не известна.